# A Flower Bookmark
A Flower Bookmark (꽃갈피?, KkotgalpiLR) è un EP della cantante sudcoreana IU, pubblicato nel 2014 dall'etichetta discografica LOEN Tree.

## Il disco
A Flower Bookmark viene annunciato dalla casa discografica il 9 aprile 2014. L'EP, i cui brani sono remake di vecchie canzoni coreane e non nuove tracce, viene pubblicato in Corea del Sud il 16 maggio 2014 insieme al video musicale della title track, My Old Story, un classico di Cho Deok-bae: in due giorni, il brano raggiunge la prima posizione in tutte le principali classifiche musicali coreane e nella classifica online settimanale iChart di Instiz.
Il 29 luglio esce un'edizione limitata dell'extended play, in formato LP, che contiene il brano Eoheo-ya dunggi dunggi (어허야 둥기둥기) di Geum Soo-hyun e dodici foto inedite di IU.

## Tracce
1. My Old Story (나의 옛날이야기; "Na-ui yennal i-yagi") – 3:33 (Cho Deok-bae)
2. Flower (꽃; "Kkot") – 2:59 (Moon Dae-hyun)
3. A Pierrot Smiles At Us (삐에로는 우릴 보고 웃지; "Pierrot-neun uril bogo utji") – 3:53 (testo: Lee Seung-ho – musica: Son Moo-hyun)
4. When Love Passes (사랑이 지나가면; "Sarang-i jinagamyeon") – 4:00 (Lee Yeong-hoon)
5. The Meaning of You (너의 의미; "Neo-ui uimi") (feat. Kim Chang-wan) – 3:15 (testo: Kim Han-yeong – musica: Kim Chang-wan)
6. Midsummer Night's Dream (여름밤의 꿈; "Yeoreumbam-ui kkum") – 3:56 (Yoon Sang)
7. Boom Ladi Dadi (꿍따리 샤바라; "Kkungttari syabara") (feat. Clon) – 3:48 (Kim Chang-hwan)

## Classifiche
| Classifica (2014) | Posizione massima |
| ----------------- | ----------------- |
| Corea del Sud     | 2                 |